# Nieuwland (1733)
La East Indiaman Nieuwland  fu una nave della Compagnia olandese delle Indie Orientali (VOC) persa nell'Oceano Indiano con tutto l'equipaggio nel 1746.

## Storia
La East Indiaman Nieuwland fu costruita nel 1733 per la Camera di Zelandia presso il cantiere navale della Compagnia olandese delle Indie Orientali VOC di Middelburg. Nel gennaio 1733 la Repubblica delle Sette Province Unite decise unilateralmente, con eccezione delle province di Gheldria e Overijssel, di ridurre l'esercito a 10.000 uomini.
Nel 1734 la Nieuwland compì il suo viaggio inaugurale. La nave salpò da Fort Rammekens, vicino a Vlissingen, il 30 giugno 1734 per raggiungere Batavia, nelle Indie Orientali Olandesi, arrivando alla baia della Tavola,  presso il Capo di Buona Speranza, il 22 novembre 1734. Da qui riprese il mare il 10 dicembre 1734, arrivando nel porto di Batavia il 26 febbraio 1735. La Nieuwland partì da Batavia per i Paesi Bassi, al comando del capitano Michiel Keizer, per conto della Camera di Amsterdam, il 20 dicembre 1735, arrivando alla baia della Tavola il 27 febbraio 1736, da dove ripartì il 5 aprile dello stesso anno per arrivare a Texel l'8 agosto.
Il 10 marzo 1737 la Nieuwland salpò da Texel per Batavia, per conto della Camera di Amsterdam, al comando del capitano Gijsbert Hageman. Tra il 17 giugno e il 29 dello stesso mese la nave sostò nella baia della Tavola, e poi raggiunse Batavia l'8 settembre. Carica di spezie, al comando del capitano Anthonie Guldeman la Nieuwland riprese il mare per conto della Camera di Amsterdam il 2 novembre, sostando nella baia della Tavola (16 gennaio-18 febbraio 1738) e arrivando a Texel il 7 giugno 1738. Il 5 novembre la nave salpò nuovamente da Texel per Batavia al comando del capitano Gerrit Pik, per conto della Camera di Amsterdam, e dopo una sosta alla baia della Tavola (16 febbraio-9 marzo 1739) gettò l'ancora nella rada di Batavia il 14 giugno 1739.
La nave rimase nelle acque delle Indie Orientali Olandesi sino al 1742, venendo dapprima sottoposta a lavori di raddobbo, e poi effettuò viaggi commerciali nella cosi detta cintura di smeraldo (gordel van smaragd). Il 19 settembre 1942 la nave ripartì per i Paesi Bassi al comando del capitano Leendert Jongebroe, per conto della Camera di Hoop, e dopo una sosta alla baia della Tavola (15 marzo-24 aprile 1743) arrivò a Texel il 13 agosto 1743.
Il 6 giugno 1744 la Nieuwland prese il mare per il suo ultimo viaggio. La nave salpò da Texel, al comando del capitano Jan de Zee per conto della Camera di Horn, arrivando alla baia della Tavola il 16 dicembre. Da lì ripartì il 28 dicembre per arrivare a Batavia il 28 aprile 1745. Il 10 gennaio 1746 la De Nieuwland levò l'ancora e salpò da Batavia al comando del capitano Jan de Zee per conto della Camera della Zelanda. Essa doveva effettuare la prevista sosta nella baia della Tavola ma non vi arrivò mai. La Nieuwland fu dichiarata dispersa nell'Oceano Indiano con tutto l'equipaggio e di essa non si seppe mai più nulla. Il mancato arrivo della nave nei Paesi Bassi ebbe ripercussioni economiche sul mercato finanziario di Amsterdam.  Nel dicembre 1746 il mercante Abraham van Roijen, coinvolto nel disastro, fu costretto a indebitarsi pesantemente con la Compagnia. Sia il 14 che il 27 dicembre Van Roijen ricevette un prestito di 10.000 fiorini al tasso del 3%, e in cambio offrì una ipoteca generale e consegnò come garanzia lettere di trasporto del valore di 40.000 fiorini.

### Annotazioni
1. ↑  Essa non era un ancoraggio del tutto sicuro. Il 15 giugno 1722 sei navi, Amie, Lakenman, Zoetigheid, Schotse, Lorrendraaier, Rotterdam e Standvastigheid avevano fatto naufragio contemporaneamente, mentre il 3 giugno 1728 altre due navi, la Stabroek e la Middenrak vi erano andate perse.

### Fonti
1. 1 2 3 4 5 6 7  VOC Site.
2. 1 2 3 4 5 6 7 8 9 10 11  Alblasserdam.
3. 1 2 3 4 5 6  van Bochove, van Velzen 2011, p. 19.